# کاترینه روکه
کاترینه روکه (انگلیسی: Kathrine Rokke؛ زادهٔ ۲۸ سپتامبر ۱۹۷۰) اسکی‌باز صحرانوردی اهل نروژ است.